# Niżkowa
Niżkowa – bastion skalny (603 m n.p.m.) w południowo-zachodniej Polsce, na północno-wschodniej krawędzi środkowego piętra Gór Stołowych w Sudetach Środkowych.

## Położenie i opis
Niżkowa to bastion skalny o wysokości 603 m n.p.m. leżący na północno-wschodniej krawędzi środkowego piętra Gór Stołowych, pomiędzy Orlikiem a Przednią Borową Kopą. Ma kształt wąskiej grzędy skalnej występującej z krawędzi urwiska. Niżkowa jest dobrym punktem widokowym na całą Kotlinę Kłodzką i otaczające ją pasma górskie.

## Szlaki turystyczne
Przez Niżkową prowadzi  szlak turystyczny na trasie: Polanica-Zdrój – Bukowa – Borowina – Niżkowa – Batorówek – Skalne Grzyby – Wambierzyce – Radków – Stroczy Zakręt.